# ステファン・ルイス
ステファン・ルイス（Stephan Lewies、1992年1月27日 - ）は、プレミアシップハーレクインズに所属するラグビーユニオン選手でチームの主将。

## プロフィール
- 南アフリカ・プレトリア出身。
- ポジションはロック(LO)。
- 身長 198cm、体重 113kg
- 南アフリカ代表キャップは1（2020年5月現在）。

## 略歴
シャークス、シャークスを経て、2017年、釜石シーウェイブスRFCに加入。同年9月10日に行われたトップチャレンジリーグ1stステージ第1節の三菱重工相模原ダイナボアーズ戦で途中出場で日本での公式戦初出場を果たす。
2019年、釜石シーウェイブスを退団後、ライオンズを経て、同年にはハーレクインズに加入。